# Macrocephenchelys
Macrocephenchelys – rodzaj ryb promieniopłetwych z podrodziny Congrinae w obrębie rodziny kongerowatych (Congridae).

## Rozmieszczenie geograficzne
Do rodzaju należą gatunki występujące w wodach Oceanie Indyjskich i zachodnim Oceanie Spokojnym.

## Morfologia
Długość ciała do 80 cm; brak danych dotyczących masy ciała.

## Systematyka
Rodzaj zdefiniował w 1934 roku amerykański ichtiolog Henry Weed Fowler w artykule poświęconym nowym rybom odłowionym w latach 1907–1910 na filipińskich wyspach i przyległych morzach, opublikowanym w czasopiśmie Proceedings of the Academy of Natural Sciences of Philadelphia. Gatunkiem typowym jest (oryginalne oznaczenie (również monotypowe)) M. brachialis.

### Etymologia
Macrocephenchelys: gr. μακρος makros ‘długi’; -κεφαλος -kephalos ‘-głowy’, od κεφαλη kephalē ‘głowa’; εγχελυς enkhelus ‘węgorz’.

### Podział systematyczny
Do rodzaju należą następujące gatunki:
- Macrocephenchelys brachialis Fowler, 1934
- Macrocephenchelys brevirostris (Chen & Weng, 1967)
- Macrocephenchelys nigriventris Lin, Shao & Smith, 2018
- Macrocephenchelys soela Castle, 1990
- Macrocephenchelys sumodi Kodeeswaran, Smith, Kumar & Sarkar, 2023